# Errol Williams
Errol Williams (* 14. Januar 1939) ist ein ehemaliger US-amerikanischer Hochspringer.
1959 wurde er bei den Panamerikanischen Spielen in Chicago Fünfter mit 1,94 m.
Für die San José State University startend wurde er 1959 NCAA-Meister. Seine persönliche Bestleistung von 2,083 m stellte er am 11. Juni 1960 in Palo Alto auf.